# Semniomima puella
Semniomima puella is een vlinder uit de familie van de grasmotten (Crambidae). De wetenschappelijke naam van deze soort is voor het eerst voorgesteld als Scea puella door Francis Walker in een publicatie uit 1856.
De soort komt voor in Brazilië.